# Hans Leygraf
Hans Leygraf (Stockholm, 7 septembre 1920 – Stockholm, 12 février 2011) est un pianiste, compositeur et chef d'orchestre suédois.

## Biographie
Hans Leygraf, est le fils de parents allemand-autrichien. il se produit pour la première à neuf ans fois au piano et en public, avec le Philharmonique de Stockholm. À douze ans, il donne son premier récital.
Leygraf étudie le piano avec Gottfrid Boon à Stockholm et avec Anna Hirzel-Langenhan en Suisse. Il complète sa formation avec la composition et la direction d'orchestre à la Hochschule für musik de Munich et à l'École de musique de Stockholm.
En 1967, il fonde le Quatuor avec piano Leygraf, qui se produit en concert dans de nombreux pays d'Europe, en URSS et au Japon. L'objectif de ces tournées étaient les Quatuors avec piano de Mozart.
En tant que soliste, il publie plusieurs disques avec des œuvres de Haydn, Mozart, Schubert, Chopin, Debussy, Wilhelm Stenhammar et Béla Bartók. 
À côté d'œuvres de Mozart, Leygraf programme lors de ses concerts des œuvres de compositeurs suédois tels Dag Wirén, Lars-Erik Larsson, Gunnar de Frumerie et Wilhelm Stenhammar.
Dans les années 1940, il publie également ses propres compositions pour piano et de musique de chambre.
Depuis 1956, Leygraf a été professeur à l’Académie d'été Internationale du Mozarteum de Salzbourg, depuis 1962, à la Hochschule für Musik de Hanovre, de 1973 à 1975 à l’Académie de musique de Stockholm, de 1976 à 1981 à l'Académie de musique de Tokyo et en 1981 à la Haute école de musique de Taipei. Dans les années 1972 à 1990, il est professeur au Conservatoire de musique Mozarteum de Salzbourg, où il travaille jusqu'en septembre 2007, dirigeant une classe de piano pour internationale Spitzenbegabungen. Depuis 1990, il professeur émérite, il a enseigné en tant que professeur invité à la Haute école des arts de Berlin, aujourd'hui, Université des Arts. Parmi ses élèves on note : Billy Eidi, Michael Korstick,  Igor Levit, Frank Madlener, Jan Michiels, Andrei Nikolsky, Antoine Rebstein, Éliane Reyes.

## Honneurs
- Membre d'honneur de l'Université Mozarteum de Salzbourg
- décoré du Royal Vasa Ordre
- décoré du Litteris et Artibus
- Membre ordinaire de l'Académie Royale Suédoise

## Discographie
- Haydn, Sonates nos 48, 49, 50, 52, Variations en fa mineur (2007, dB Productions)
- Mozart, Sonates pour piano K 309, 331, 533/494 (1984, dB Productions)
- Schubert, Œuvres pour piano (1994, 3CD Caprice Records)